# Watson Cay
Watson Cay är en cay, en ö på toppen av ett korallrev. Den ligger i Torres sund norr om Kap Yorkhalvön i delstaten Queensland.